# Peter Möhlmann
Peter Möhlmann (Apeldoorn, 29 de setembre de 1982) va ser un ciclista neerlandès que fou professional del 2002 al 2009.
El seu pare Gerrit i el seu germà Pleuni també es van dedicar al ciclisme.

## Palmarès
- 2003
  - Vencedor d'una etapa al Tour de Loir i Cher
  - Vencedor d'una etapa al Ronde van Midden-Brabant
- 2004
  - Vencedor d'una etapa a la Volta a Eslovènia
  - Vencedor de 2 etapes a l'Olympia's Tour
- 2005
  - 1r al Ster van Zwolle
- 2006
  - 1r al Tour d'Overijssel